# Ū̱̂
Ū̱̂ (minuscule : ū̱̂), appelé U macron accent circonflexe macron souscrit, est une lettre latine utilisée dans l’écriture du kiowa.
Il s’agit de la lettre U diacritée d’un macron, d’un accent circonflexe et d’un macron souscrit.

## Représentations informatiques
Le U macron accent circonflexe macron souscrit peut être représenté avec les caractères Unicode suivants : 
- composé et normalisé NFC (latin étendu A, diacritiques) :

| formes    | représentations | chaînes de caractères | points de code       | descriptions                                                                                |
| --------- | --------------- | --------------------- | -------------------- | ------------------------------------------------------------------------------------------- |
| capitale  | Ū̱̂               | Ū◌̱◌̂                   | U+016A U+0331 U+0302 | lettre majuscule latine u macron diacritique macron souscrit diacritique accent circonflexe |
| minuscule | ū̱̂               | ū◌̱◌̂                   | U+016B U+0331 U+0302 | lettre minuscule latine u macron diacritique macron souscrit diacritique accent circonflexe |

- décomposé et normalisé NFD (latin de base, diacritiques) :

| formes    | représentations | chaînes de caractères | points de code              | descriptions                                                                                            |
| --------- | --------------- | --------------------- | --------------------------- | --- |
| capitale  | Ū̱̂               | U◌̱◌̄◌̂                  | U+0055 U+0331 U+0304 U+0302 | lettre majuscule latine u diacritique macron souscrit diacritique macron diacritique accent circonflexe |
| minuscule | ū̱̂               | u◌̱◌̄◌̂                  | U+0075 U+0331 U+0304 U+0302 | lettre minuscule latine u diacritique macron souscrit diacritique macron diacritique accent circonflexe |